# Беллозгуардо
Беллозгуардо (итал. Bellosguardo) — коммуна в Италии, располагается в регионе Кампания, в провинции Салерно.
Население составляет 1009 человек (2008 г.), плотность населения составляет 63 чел./км². Занимает площадь 16 км². Почтовый индекс — 84020. Телефонный код — 0828.
Покровителем коммуны почитается святой архангел Михаил, празднование 29 сентября.

## Демография
Динамика населения:

## Администрация коммуны
- Официальный сайт: https://web.archive.org/web/20190901001247/http://www.comune.bellosguardo.sa.it/